# Pageara
× Pageara, (abreviado Pga) en el comercio, es un híbrido intergenérico entre los géneros de orquídeas Ascocentrum × Luisia × Rhynchostylis. Fue publicado en Orchid Rev. 86(1023) cppo: 8 (1978).